# Yano (football)
Adriano Belmiro Duarte Nicolau, surnommé Yano, est un footballeur angolais né le 8 juillet 1992 à Saurimo (province de Lunda Sud).
Il évolue au poste d'attaquant avec le Progresso Sambizanga.

## Carrière
- 2012- 2019 : Progresso Sambizanga ( Angola)[1]
- 2020- : Petróleos de Luanda ( Angola)